# مارک یانکولوفسکی
مارک یانکولوفسکی(به چکی: ˈmarɛk ˈjaŋkulofski) (زاده ۹ مه ۱۹۷۷ در استراوا) مدافع چپ سابق تیم ملی جمهوری چک و باشگاه آ.ث. میلان است.